# Boucles de l'Aulne 2011
La 54e édition de la Boucles de l'Aulne s'est déroulée le 29 mai 2011. Inscrite au calendrier de l'UCI Europe Tour 2011 dans la catégorie 1.1, elle est la dixième épreuve de la Coupe de France 2011.

## Classement final
|    | Coureur           | Équipe                  |    | Temps         |
| -- | ----------------- | ----------------------- | -- | ------------- |
| 1  | Martijn Keizer    | Vacansoleil-DCM         | en | 4 h 3 min 6 s |
| 2  | Anthony Delaplace | Saur-Sojasun            | +  | 2 s           |
| 3  | Anthony Charteau  | Europcar                | +  | 9 s           |
| 4  | Jonathan Hivert   | Saur-Sojasun            | +  | 17 s          |
| 5  | Cyril Gautier     | Europcar                |    | m.t.          |
| 6  | Steven Tronet     | Roubaix Lille Métropole | +  | 51 s          |
| 7  | Yohann Gène       | Europcar                |    | m.t.          |
| 8  | Yohan Cauquil     | VC La Pomme Marseille   |    | m.t.          |
| 9  | Julien El Fares   | Cofidis                 |    | m.t.          |
| 10 | Rémi Pauriol      | La Française des Jeux   |    | m.t.          |